# Alfie Petch
Pour les articles homonymes, voir Petch.
Pas d'image ? Cliquez ici

a Compétitions nationales et continentales officielles uniquement.

b Matchs officiels uniquement.
Dernière mise à jour le 3 décembre 2024.
Alfie Petch, né le 21 décembre 1999 à Truro (Angleterre), est un joueur anglais de rugby à XV jouant au poste de pilier droit à Gloucester.

## Biographie
Alfie Petch naît le 21 décembre 1999 à Truro en Angleterre. Il commence le rugby à XV au sein du Bude RFC.
Formé au Taunton RFC (en), Alfie Petch rejoint à 14 ans les Exeter Chiefs, où il fait ses débuts professionnels en 2018 lors d'un match de Coupe d'Angleterre.
Durant sa jeunesse, il est sélectionné avec les équipes d'Angleterre des moins de 16 ans, 18 ans et moins de 20 ans. Avec cette dernière, il participe au Tournoi des Six Nations des moins de 20 ans 2019 et au Championnat du monde junior la même année.
Lors de l'été 2022, il rejoint les Northampton Saints, après un passage en prêt aux Cornish Pirates en RFU Championship lors de la saison 2021-2022, mais son contrat n'est pas prolongé à l'issue de la saison.
En octobre 2023, il rejoint le Biarritz olympique en tant que joker médical de Guy Millar,,. A l'issue de la saison, il retourne en Angleterre à Gloucester.